# Shichi-Go-San

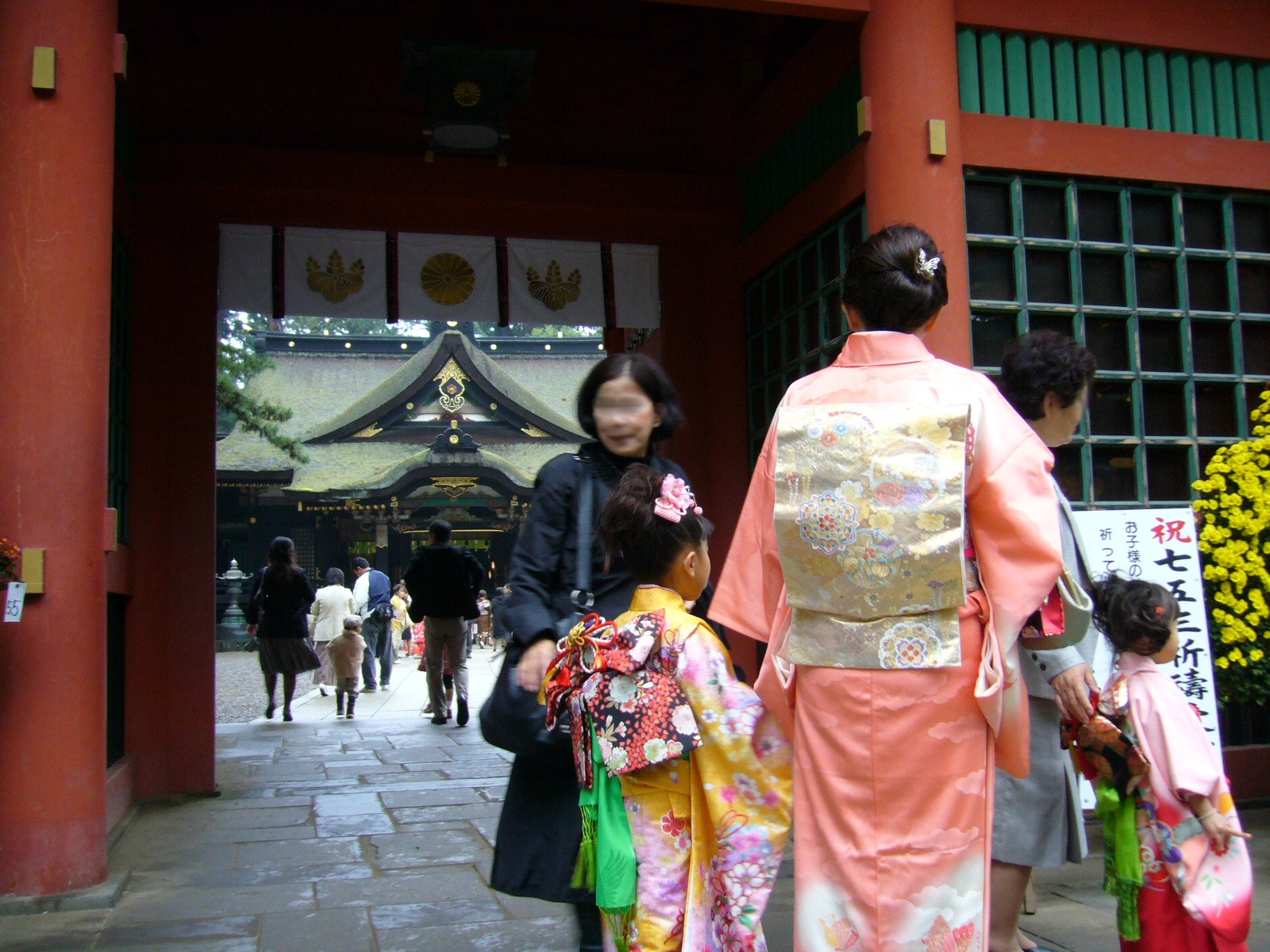
Celebración del Shichi-Go-
San en un santuario de Katori, prefectura de Chiba.

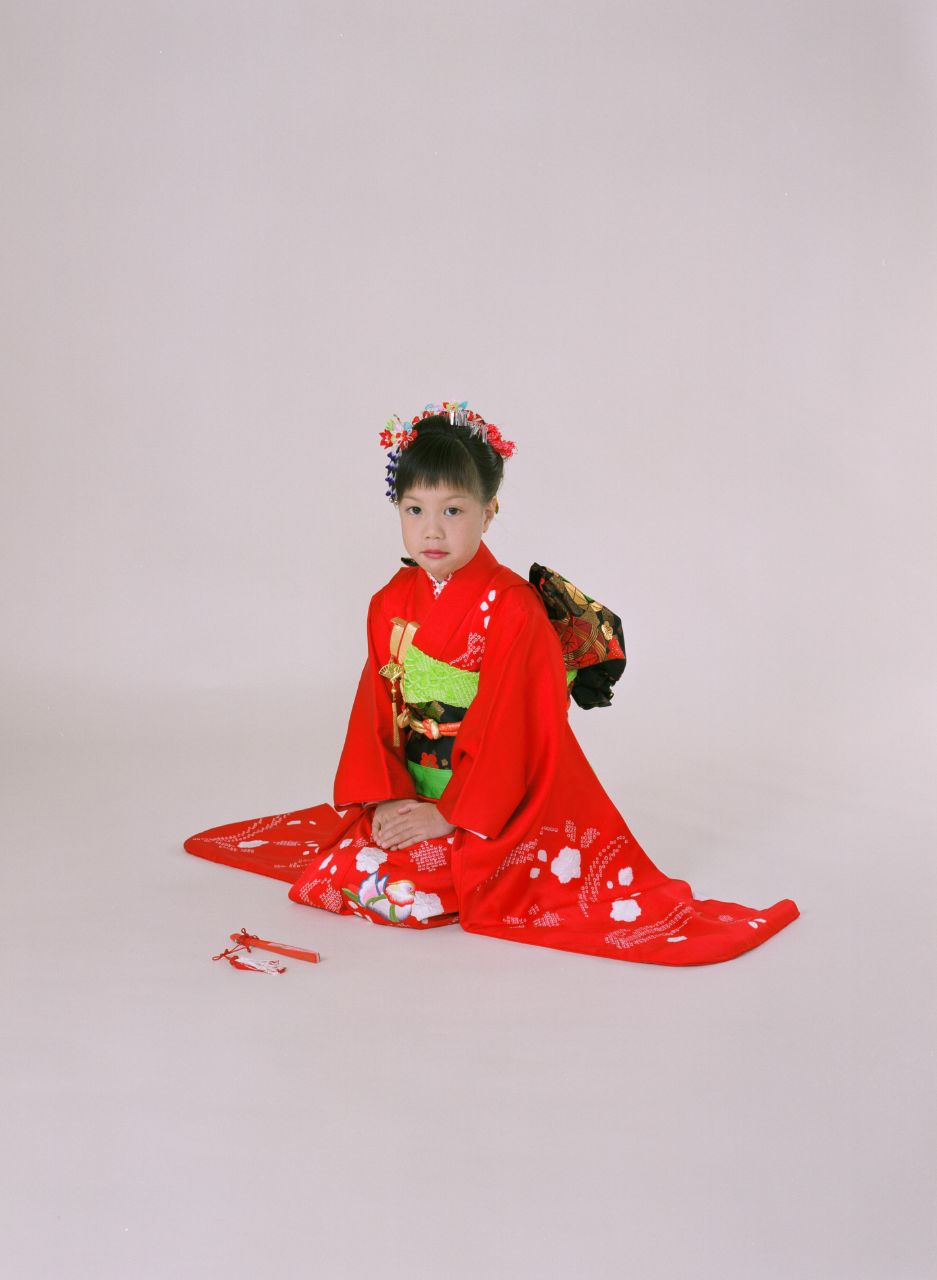

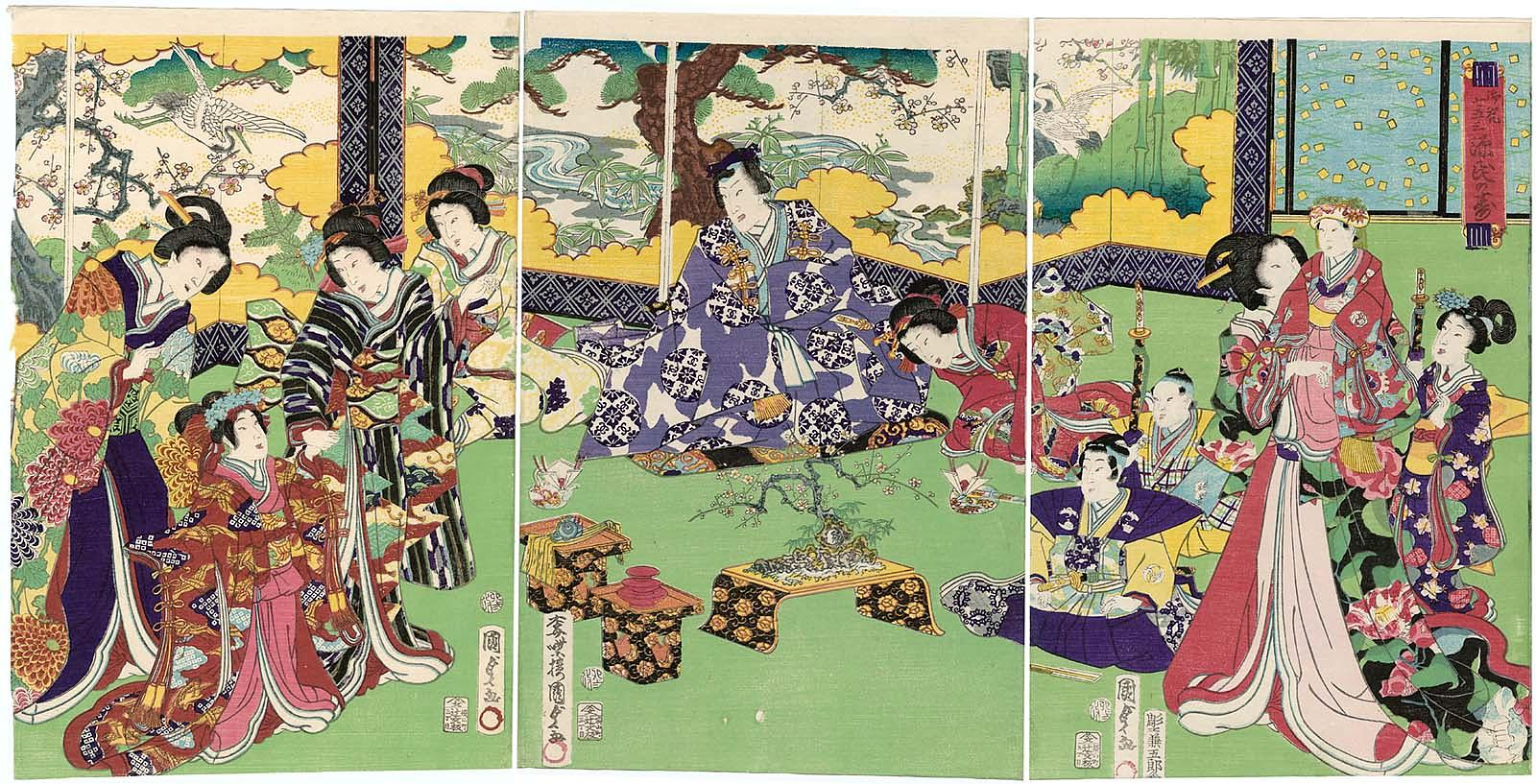
Kunisada

El Shichi-Go-San (七五三?   literalmente “siete, cinco, tres”) es un festival anual que se realiza en Japón cada 15 de noviembre, y consiste en un rito de paso en el que participan las niñas de 3 y 7 años de edad y los niños de 3 y 5 años de edad. 

## Generalidades
En esta ceremonia los padres visten a sus hijos con vestidos tradicionales y asisten a los santuarios sintoístas o a los templos budistas del área donde residen, para celebrar el rito con el fin de expresar gratitud y rendir plegarias para la seguridad y salud continua de los niños. En ocasiones se realizan banquetes formales.
Desde tiempos antiguos, tanto los niños y niñas que llegan a los tres años tienen su cabello corto, y no es hasta luego de una ceremonia formal llamada kamioki (髪置き?) en donde los niños se le permiten crecer su cabello. Para los niños de cinco años, usan por primera vez un hakama, a través del rito de hakamagi (袴着?). Para las niñas de siete años, se realiza el ritual del obitoki (帯解?), en donde se reemplaza el cinturón obi estrecho usado en un kimono infantil por un cinturón más ancho. 
La fecha en que es celebrado, el día quince del undécimo mes, era considerada como un día de augurio en tiempos antiguos, y estuvo íntimamente relacionado cuando el quinto shōgun Tokugawa, Tokugawa Tsunayoshi, condujo una serie de ritos para su hijo Tokumatsu en dicho día.
Las particularidades sobre lo que cada sexo debe hacer a cada edad, así como los nombres de las celebraciones, varían por región, condición social y período, pero se puede generalizar como una serie de rituales basados en la edad, que tienen como fin la celebración de la maduración del niño desde una etapa precaria de la infancia (幼児 yōji?) a una etapa estable de la juventud (児童 jidō?). Esta serie de ritos se conocen colectivamente como el Shichi-Go-San.
En la región de Kansai existe un ritual similar llamado jūsan-mairi (十三参り?) en donde los niños de 13 años visitan un templo budista dedicado al bodhisattva Kokūzō. En las zonas rurales existen celebraciones para cada año que cumplan los niños.
Desde la era Taishō, el Shichi-Go-San se convirtió en una fiesta más elegante y tuvo una mayor expansión en el país. 

## Chitoseame
Durante el Shichi-Go-San los niños reciben un caramelo llamado Chitoseame (千歳飴?   literalmente “caramelo de los mil años”). Es de color rojo y blanco, de consistencia larga y delgada (15 mm de diámetro x 1 m de largo); simboliza y asegura el sano crecimiento y la longevidad. Este confite viene en una bolsa con una grulla y una tortuga, llamada tsurukame (鶴亀?) y representa la larga vida en Japón. Viene forrado en un papel de arroz delgado y claro que tiene parecido al plástico. Es comestible y es muy popular entre los niños.

## Páginas web
- Yumiyama Tatsuya: “Shichigosan” en la Encyclopedia of Shinto del Kokugakuin, 24 de febrero de 2007 (en inglés)

- Datos: Q1072387
- Multimedia: Shichi-Go-San / Q1072387